# Xã Parnell, Quận Polk, Minnesota
Xã Parnell (tiếng Anh: Parnell Township) là một xã thuộc quận Polk, tiểu bang Minnesota, Hoa Kỳ. Năm 2010, dân số của xã này là 61 người.